# Mechanize
Mechanize es el séptimo álbum de estudio de Fear Factory. Es el primero que cuenta con Gene Hoglan a la batería y el primero desde Digimortal que cuenta nuevamente con el fundador de Fear Factory, Dino Cazares a la guitarra, después de la reconciliación con el vocalista Burton C. Bell en abril del 2009.

## Historia
El 7 de abril del 2009, el vocalista Burton C. Bell y el exguitarrista Dino Cazares anunciaron una reconciliación después de mucho tiempo de estar distanciados, además de que iniciarían los prepararivos para un nuevo proyecto, junto con el bajista de Fear Factory Byron Stroud y el baterista de Strapping Young Lad Gene Hoglan. El 28 de abril, este proyecto se reveló como una nueva versión de Fear Factory que efectivamente excluia a los aún permanecientes Raymond Herrera y Christian Olde Wolbers.
En junio del 2009, Wolbers y Herrera finalmente hablaron acerca del problema en un programa de radio llamado "Speed Freaks."  Herrera reveló que técnicamente, el y Wolbers nunca dejaron la banda: "(Christian y yo) Actualmente seguimos siendo parte de Fear Factory ...(Burton y Dino) Ellos decidieron iniciar una nueva banda, y además, decidieron llamarla Fear. Ellos nunca nos comunicaron acerca de eso".  Herrera también comento que los cuatro miembros originales (Bell, Cazares, Wolbers y el mismo) son considerados actualmente dentro de Fear Factory, en base al contrato, y también dijo: "es casi como si estuviéramos peleando nosotros dos contra ellos dos, como si nos encontráramos en una especie de callejón sin salida." El también comento que junto con Wolbers escribió ocho canciones para el posiblemente nuevo material discográfico de Fear Factory, pero que por un "desacuerdo personal" que surgió entre ellos (Herrera y Bell), quedó muy poco dispuesto para seguir trabajando con Burton y Fear Factory.
A pesar de los problemas entre las dos partes, Fear Factory comenzó a trabajar en el nuevo proyecto y con las grabaciones y más adelante, en noviembre del 2009, se dio a conocer el álbum en la página de blabbermouth.net.
El 2 de febrero del 2010 se lanzó el videoclio oficial de la canción "Fear Campaign". La canción también fue tomada como el primer sencillo oficial.

## Lista de canciones
| N.º | Título                  | Duración |  |
| 1.  | «Mechanize»             | 4:41     |  |
| 2.  | «Industrial Discipline» | 3:38     |  |
| 3.  | «Fear Campaign»         | 4:54     |  |
| 4.  | «Powershifter»          | 3:51     |  |
| 5.  | «Christploitation»      | 4:58     |  |
| 6.  | «Oxidizer»              | 3:44     |  |
| 7.  | «Controlled Demolition» | 4:25     |  |
| 8.  | «Designing the Enemy»   | 4:55     |  |
| 9.  | «Metallic Division»     | 1:30     |  |
| 10. | «Final Exit»            | 8:18     |  |

| Edición en Digipack |                                  |          |  |
| N.º                 | Título                           | Duración |  |
| 11.                 | «Crash Test» (Versión regrabada) | 3:40     |  |

Descargas exclusivas de su página web interactiva. Acceso único después de insertar el CD en la computadora y explorar el contenido mejorado.

| Bonus descargables |                              |          |  |
| N.º                | Título                       | Duración |  |
| 1.                 | «Big God» (Demo '91)         | 1:48     |  |
| 2.                 | «Self Immolation» (Demo '91) | 2:55     |  |
| 3.                 | «Soul Wound» (Demo '91)      | 2:38     |  |

## Integrantes
- Burton C. Bell – voz
- Dino Cazares – guitarra, bajo
- Byron Stroud – bajo (aparece acreditado, pero no participó en el álbum).
- Gene Hoglan – batería
- Rhys Fulber – samples, teclados, programación, mezclas, productor
- John Sankey - drum programming